# Lepidosperma diurnum
Lepidosperma diurnum är en halvgräsart som beskrevs av Russell Lindsay Barrett. Lepidosperma diurnum ingår i släktet Lepidosperma och familjen halvgräs. Inga underarter finns listade i Catalogue of Life.